# Rijksweg 76
Der Rijksweg 76 (Abkürzung: RW 76) – Kurzform: Autosnelweg 76 (Abkürzung: A76) –  ist eine bereits im Jahr 1937 mit dem Bau begonnene, jedoch erst 1976 komplett fertiggestellte niederländische Autobahn. Er führt durch die Provinz Limburg und verbindet die belgische A2, die deutsche A 4 und die wichtigste Nord-Süd-Verbindung der Niederlande, den Rijksweg 2, miteinander. Der Rijksweg 76 ist auf seiner gesamten Länge Teil der Europastraße 314. Die A76 verfügt nur über wenige Anschlussstellen, die Feinerschließung im Bereich Heerlen wird durch die parallel verkehrende autobahnähnliche Provinzstraße N281 übernommen. Bis zur kompletten Fertigstellung des Autosnelweg 76 hatte die N 281 die Funktion als Fernverbindung hergestellt. Zwischen dem Autobahnkreuz Kerensheide und dem Autobahndreieck Ten Esschen hat der Rijksweg 76 ein hohes Verkehrsaufkommen.

## Bildergalerie

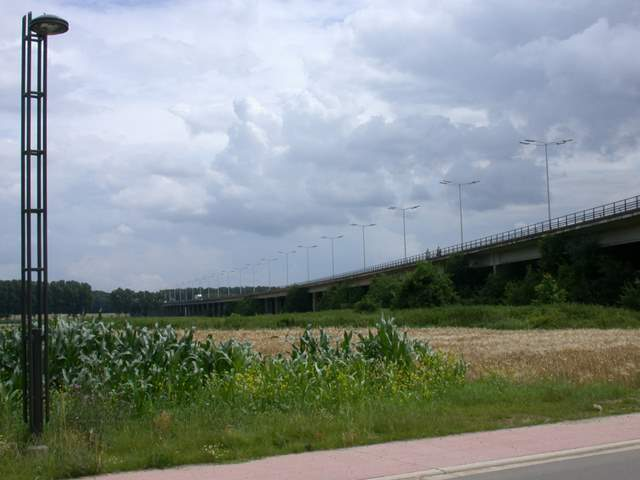
Scharbergbrug über die Maas sowie Julianakanal
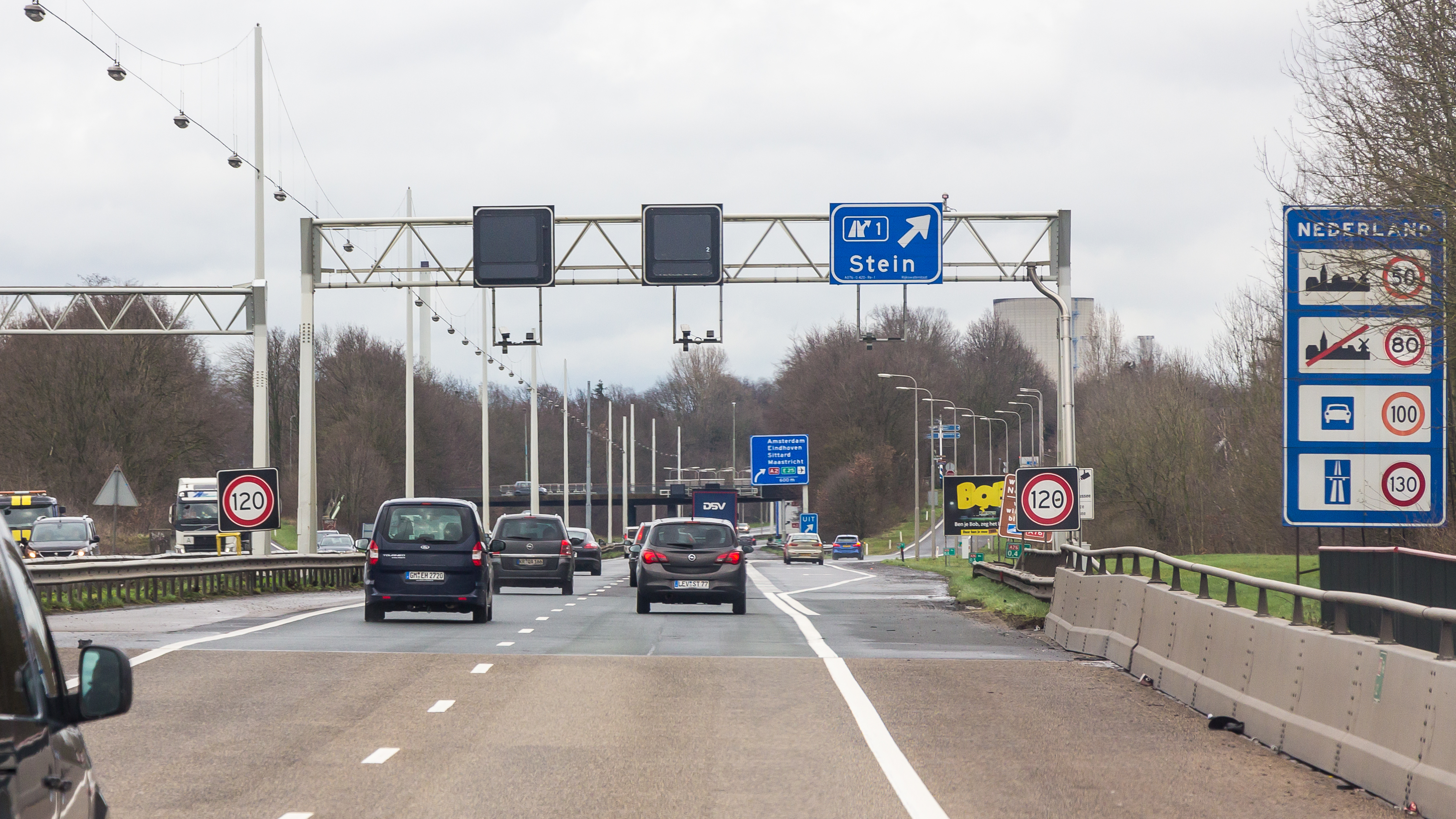
Grenzübergang Stein (Blick in Richtung A76)
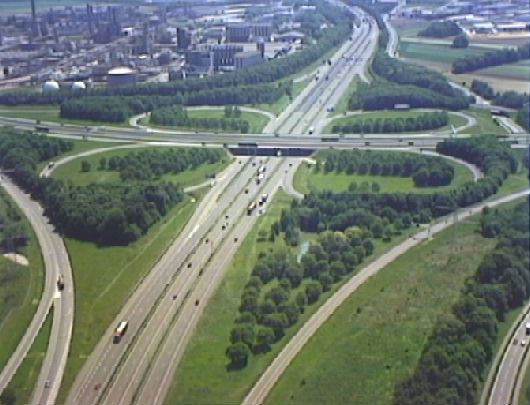
Knooppunt Kerensheide, vor 2005
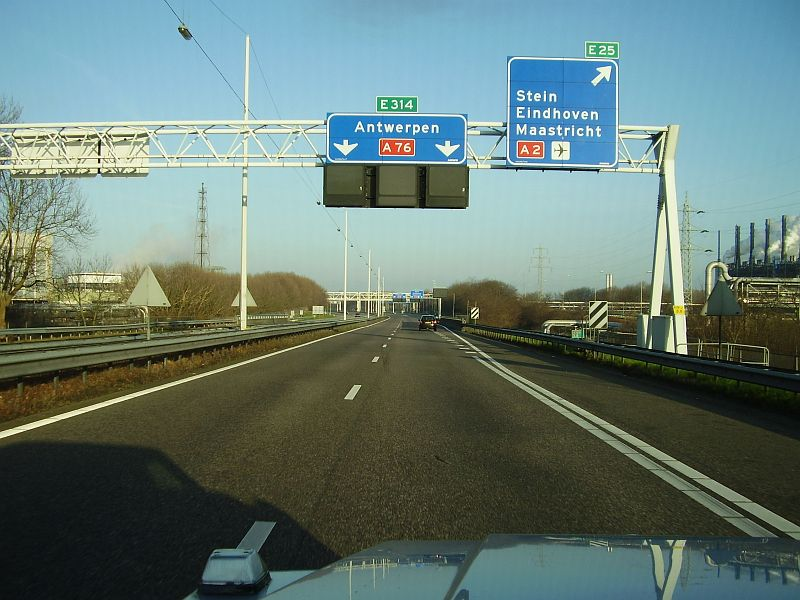
Die A76 am knooppunt Kerensheide, 2008
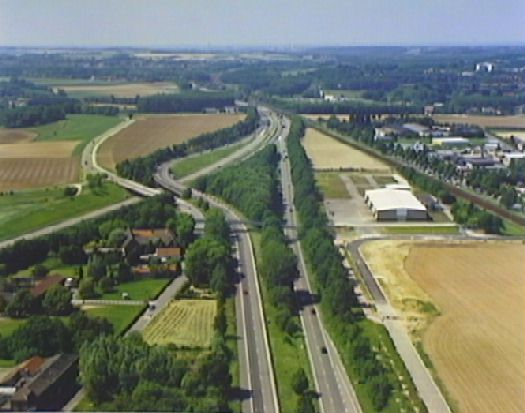
Knooppunt Ten Esschen, vor 2005
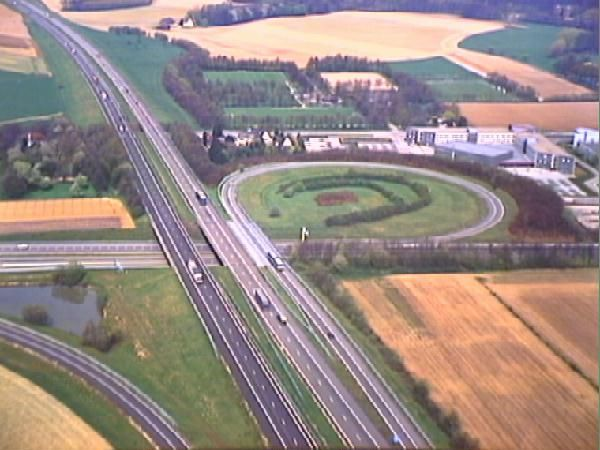
Knooppunt Kunderberg, vor 2005